# مارغريت بروكويديس
مارغريت بروكويديس (بالفرنسية: Marguerite Broquedis)‏ مواليد 17 أبريل 1893 في البرانيس الأطلسية، فرنسا - الوفاة 23 أبريل 1983 في أورليان، كانت لاعبة كرة مضرب فرنسية. كما أنها إحدى بطلات الجراند سلام. أعلى تصنيف لها في الفردي كان المركز الـ 9 في سنة 1925. سبق أن شاركت في دورة الألعاب الأولمبية الصيفية وفازت بميدالية أولمبية.

## النهائيات

### الزوجي المختلط: (الألقاب 1)
| الحصيلة | السنة | البطولة          | الأرضية | الشريك     | المنافس                | النتيجة       |
| ------- | ----- | ---------------- | ------- | ---------- | ---------------------- | ------------- |
| الفوز   | 1927  | البطولة الفرنسية | ترابية  | جان بورترا | ليلي ألفاريث بيل تيلدن | 6–4, 2–6, 6–2 |

## روابط خارجية
- مارغريت بروكويديس على موقع الاتحاد الدولي لكرة المضرب (الإنجليزية)
- مارغريت بروكويديس على موقع اللجنة الأولمبية الدولية (الإنجليزية)
- مارغريت بروكويديس على موقع أوليمبيديا (الإنجليزية)